# Видранка (хутір)
Видранка (рос. Выдранка) — колишнє урочище у Рогачівській волості Новоград-Волинського повіту Волинської губернії та хутір Киківської сільської ради Новоград-Волинського району і Новоград-Волинської міської ради Волинської округи та Київської області.

## Населення
У 1906 році в урочищі проживало 7 мешканців, дворів — 1, у 1923 році — 4 мешканці, дворів — 1.

## Історія
У 1906 році — урочище Рогачівської волості (3-го стану) Новоград-Волинського повіту Волинської губернії. Відстань до повітового центру, м. Новоград-Волинський, становила 16 верст, від волосного центру, містечка Рогачів — 7 верст. Найближче поштово-телеграфне відділення розміщувалося у Рогачеві.
У 1923 році — хутір, включений до складу новоствореної Киківської сільської ради, яка, 7 березня 1923 року, увійшла до складу новоутвореного Новоград-Волинського району Житомирської (згодом — Волинська) округи. Розміщувався за 16 верст від районного центру, м. Новоград-Волинський, та 1 версту — від центру сільської ради, с. Кикова. 1 червня 1935 року, в складі сільської ради, переданий до Новоград-Волинської міської ради Київської області.
Знятий з обліку населених пунктів до 1 жовтня 1941 року.